# Respublikanskij sportivnyj kompleks Lokomotiv
Il Respublikanskij sportivnyj kompleks (in ucraino Республіканський спортивний комплекс «Локомотив»?, Respublikans'kyj sportyvnyj kompleks «Lokomotiv»), noto anche come RSC Lokomotiv o Stadio Lokomotiv di Sinferopoli, è uno stadio della città di Sinferopoli, in Crimea.

## Storia
È stato inaugurato nel 1967 e ristrutturato nel 2004.

## Utilizzo
È stato usato per le gare della nazionale di calcio dell'Unione Sovietica per le qualificazioni al campionato europeo di calcio 1988; è il campo di gara per le partite interne del Tavrija.